# Stevens County (Washington)
Stevens County ist ein County im Bundesstaat Washington, Vereinigte Staaten mit 46.445 Einwohnern laut der Volkszählung im Jahr 2020. Der Sitz der Countyverwaltung (County Seat) befindet sich in Colville.

## Geographie
Das County hat eine Fläche von 6580 Quadratkilometern, davon sind 6419 Quadratkilometer Land- und 161 Quadratkilometer (2,45 Prozent) Wasserfläche.

## Demografische Daten

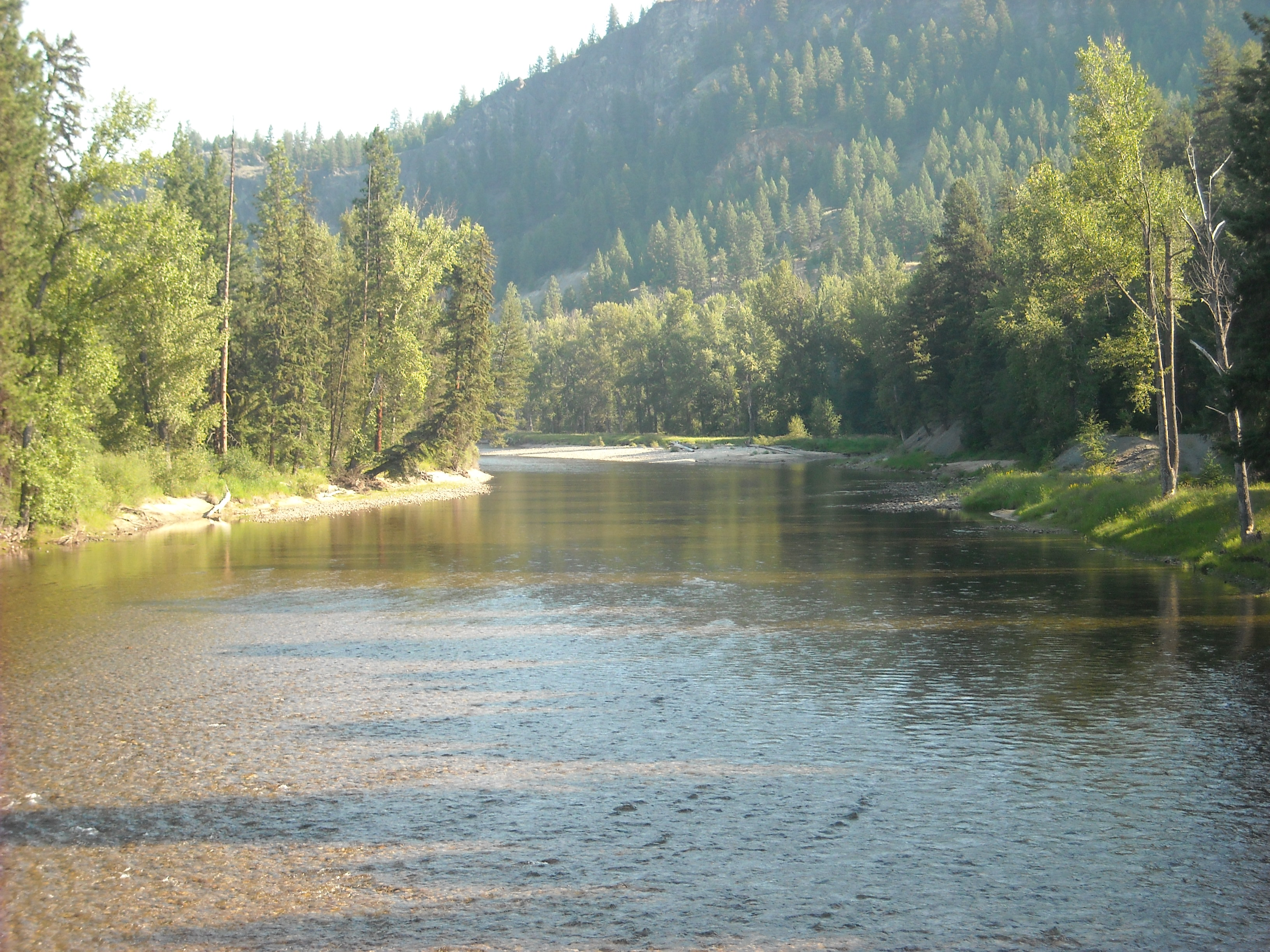
Der Kettle River

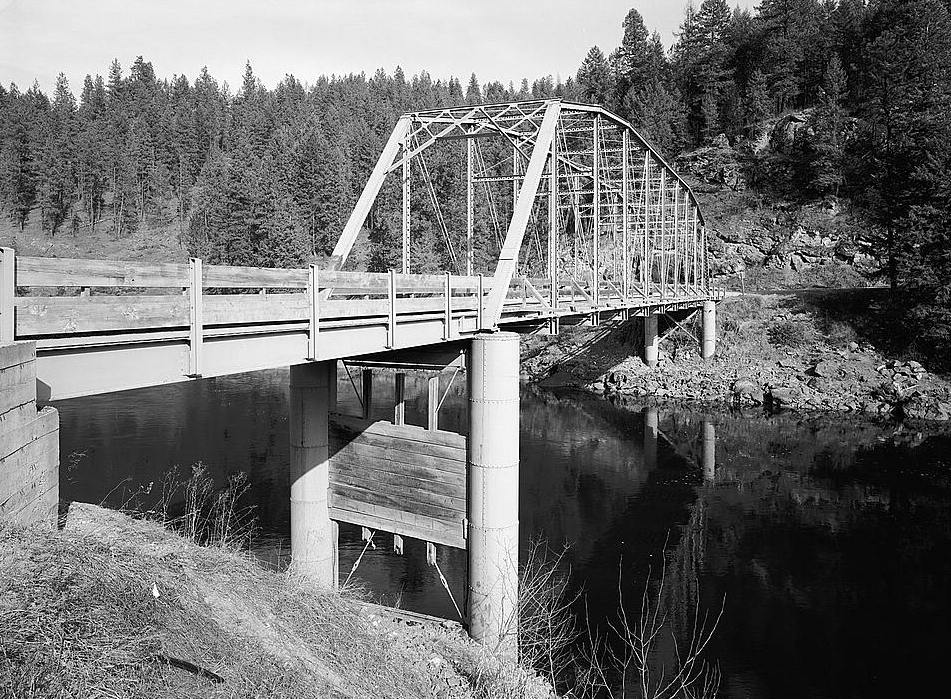
Die Orient Bridge über dem Kettle River, gelistet im NRHP, Nr. 82004297

Nach der Volkszählung im Jahr 2000 lebten im County 40.066 Menschen. Es gab 15.017 Haushalte und 11.022 Familien. Die Bevölkerungsdichte betrug 6 Einwohner pro Quadratkilometer. Ethnisch betrachtet setzte sich die Bevölkerung zusammen aus 90,05 % Weißen, 0,28 % Afroamerikanern, 5,66 % amerikanischen Ureinwohnern, 0,48 % Asiaten, 0,16 % Bewohnern aus dem pazifischen Inselraum und 0,68 % aus anderen ethnischen Gruppen; 2,70 % stammten von zwei oder mehr ethnischen Gruppen ab. 1,84 % der Bevölkerung waren spanischer oder lateinamerikanischer Abstammung.
Von den 15.017 Haushalten hatten 34,40 % Kinder und Jugendliche unter 18 Jahre, die bei ihnen lebten. 60,40 % waren verheiratete, zusammenlebende Paare, 8,70 % waren allein erziehende Mütter. 26,60 % waren keine Familien. 22,00 % waren Singlehaushalte und in 8,80 % lebten Menschen im Alter von 65 Jahren oder darüber. Die Durchschnittshaushaltsgröße betrug 2,64 und die durchschnittliche Familiengröße lag bei 3,08 Personen.
Auf das gesamte County bezogen setzte sich die Bevölkerung zusammen aus 28,70 % Einwohnern unter 18 Jahren, 6,40 % zwischen 18 und 24 Jahren, 24,90 % zwischen 25 und 44 Jahren, 27,10 % zwischen 45 und 64 Jahren und 12,90 % waren 65 Jahre alt oder darüber. Das Durchschnittsalter betrug 39 Jahre. Auf 100 weibliche Personen kamen 99,10 männliche Personen, auf 100 Frauen im Alter ab 18 Jahren kamen statistisch 96,60 Männer.

Das jährliche Durchschnittseinkommen eines Haushalts betrug 34.673 USD, das Durchschnittseinkommen der Familien betrug 40.250 USD. Männer hatten ein Durchschnittseinkommen von 35.256 USD, Frauen 23.679 USD. Das Prokopfeinkommen betrug 15.895 USD. 15,90 % der Bevölkerung und 11,50 % der Familien lebten unterhalb der Armutsgrenze. 19,80 % davon waren unter 18 Jahre und 11,90 % waren 65 Jahre oder älter.